# ليرد هايز
ليرد هايز (بالإنجليزية: Laird Hayes)‏ هو لاعب كرة قاعدة أمريكي، ولد في 3 أكتوبر 1949 في شاطئ نيوبورت في الولايات المتحدة.